# Neopelma (fåglar)
Neopelma är ett fågelsläkte i familjen manakiner inom ordningen papegojfåglar. Släktet omfattar fem arter som förekommer i Sydamerika från Colombia till sydöstra Brasilien och norra Bolivia:
- Ljusbukig manakin (N. pallescens)
- Saffranskronad manakin (N. chrysocephalum)
- Espíritosantomanakin (N. aurifrons)
- Serradomarmanakin (N. chrysolophum)
- Svavelbukig manakin (N. sulphureiventer)